# 吳堂 (弘治進士)
吴堂（1469年—？），字子升，直隶蘇州府常熟县人，民籍，明朝政治人物。

## 生平
弘治八年（1495年）乙卯科應天府鄉試第三十三名舉人。弘治十二年（1499年）中式己未科會試第一百八十八名，三甲第八十七名進士。授蠡县知县，十八年十一月擢授山西道试監察御史，正德六年（1511年）正月山东莱州等府及直隶徐淮间群盗窃发，朝廷派同知李瑾统京营千人讨之，以御史吴堂纪功兼治粮饷。七年七月升大理寺右寺丞，十年正月晋左寺丞，十月升右少卿，十三年七月以事贬雲南鹤庆府知府。
世宗继位，以荐起复原职，嘉靖九年（1530年）正月以云南巡按御史劾其先任鹤庆府知府贪纵，罢官闲住。

## 家族
曾祖吴讷，南京都察院左副都御史、謚文恪。祖吴铨。父吴洵，義官。母李氏，继母陈氏。具庆下。兄吴木（府照磨）、吴森、吴桂、吴樟。弟吴权、吴橒、吴格。